# Грос-Вокерн
Грос-Вокерн (нім. Groß Wokern) — громада в Німеччині, розташована в землі Мекленбург-Передня Померанія. Входить до складу району Росток. Складова частина об'єднання громад Мекленбургіше-Швайц.
Площа — 21,91 км2. Населення становить 1003 ос. (станом на 31 грудня 2020).

## Галерея

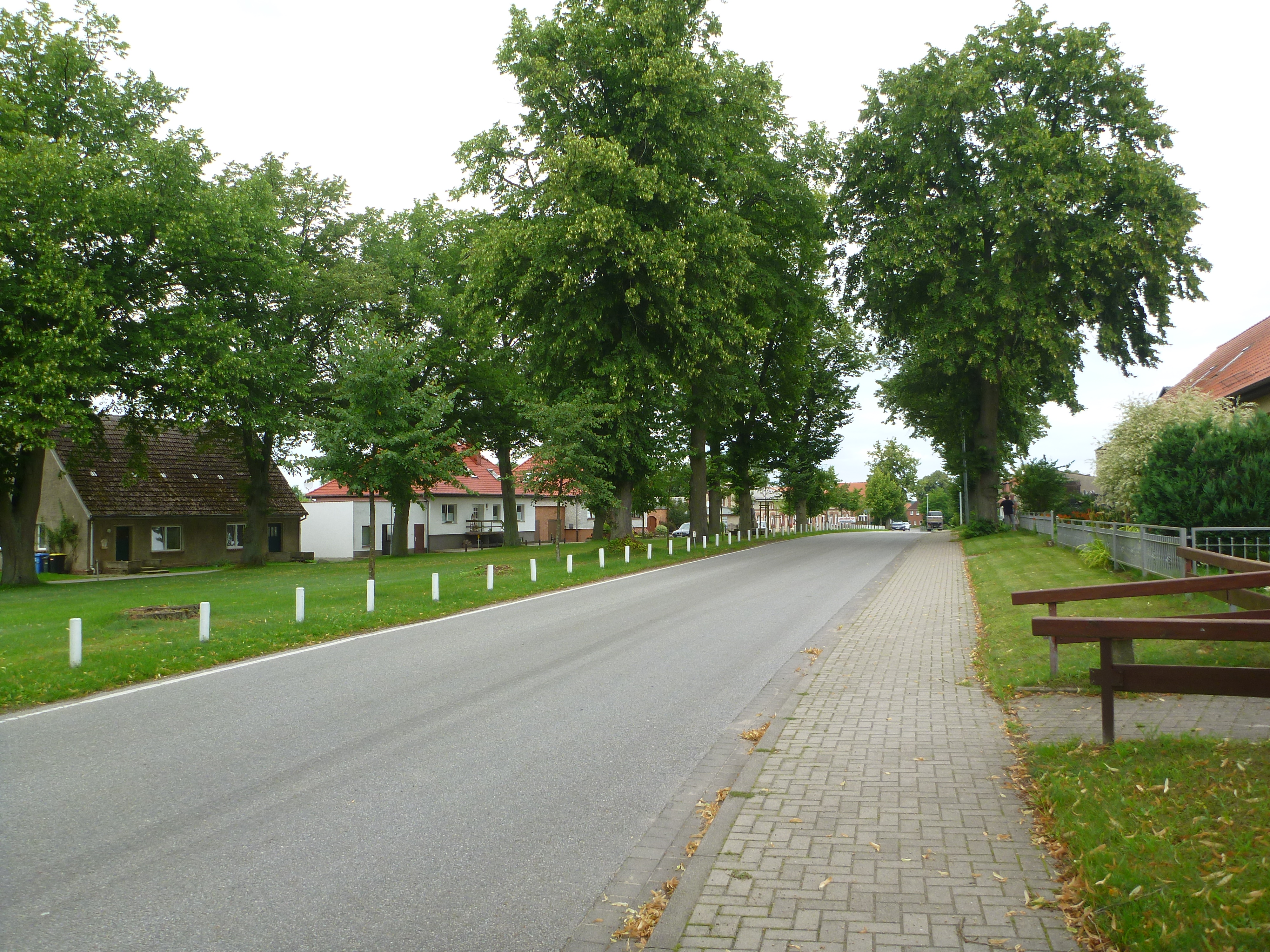
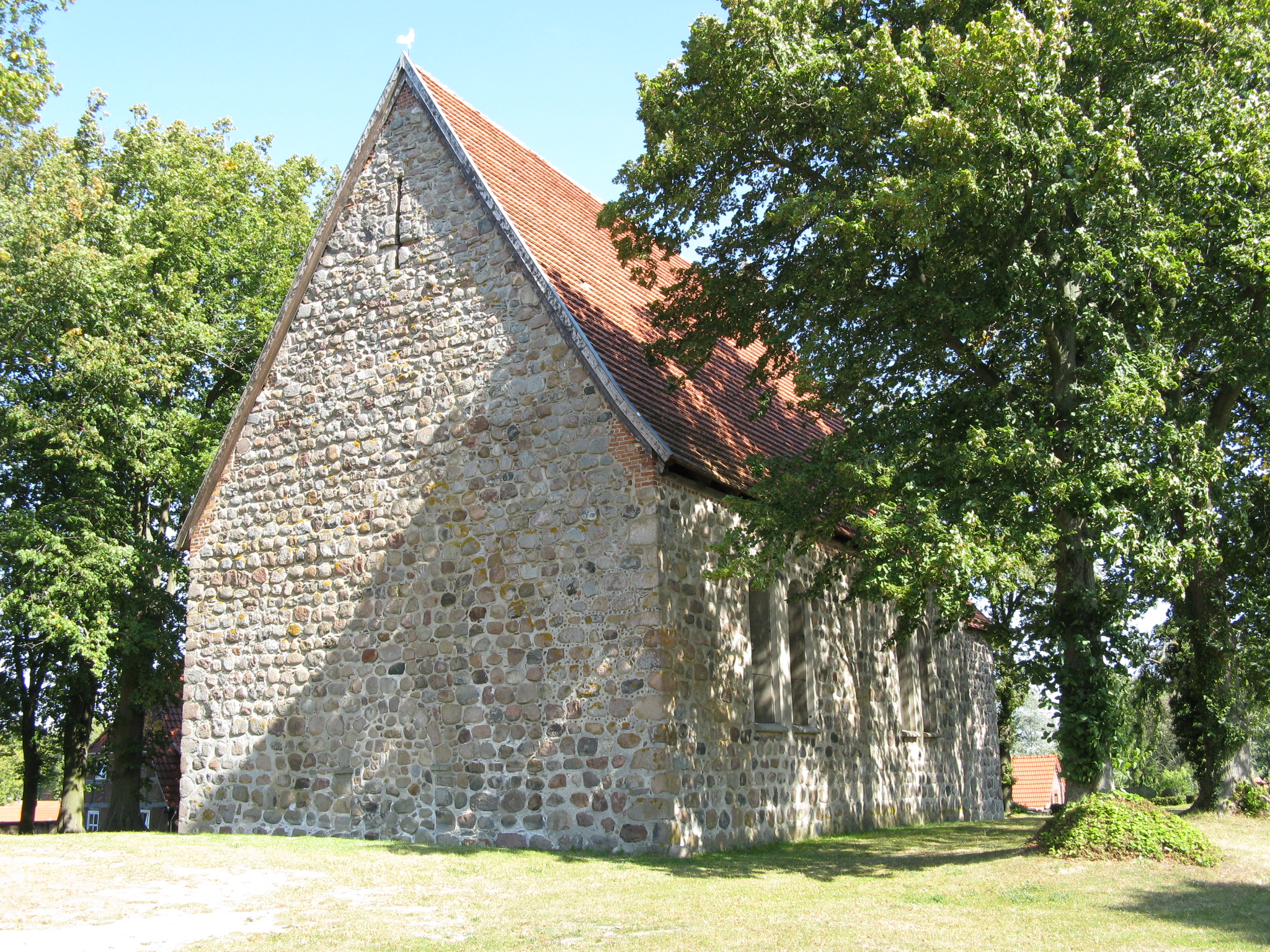
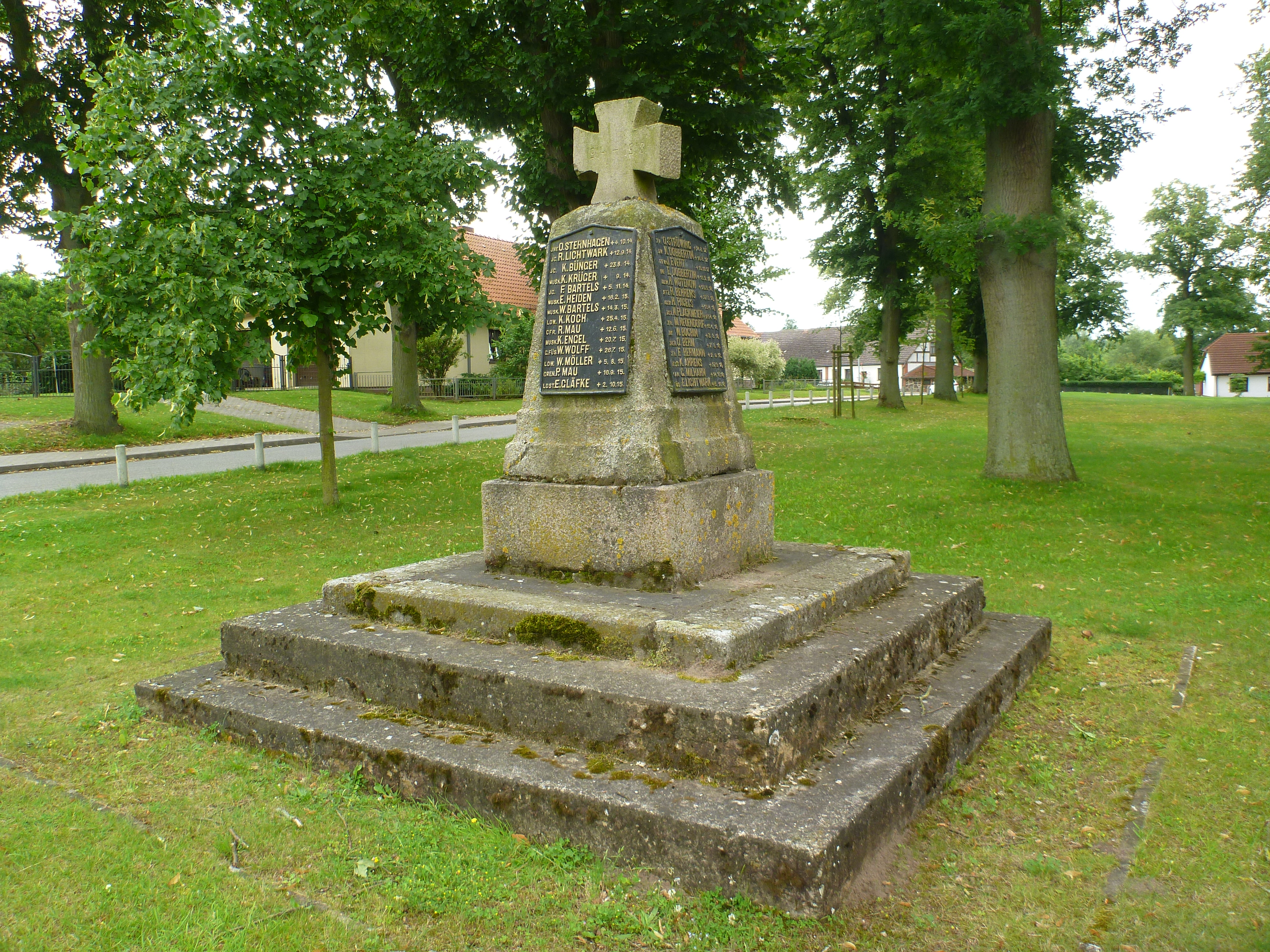